# گو ییچی
گو ییچی (انگلیسی: Guo Yiqi؛ زادهٔ ۱۳ فوریهٔ ۱۹۹۷) شمشیرباز زن اهل چین است. وی در بازی‌های المپیک تابستانی ۲۰۲۰ شرکت کرده‌است.